# Hippeastrum condemaitae
Hippeastrum condemaitae är en amaryllisväxtart som först beskrevs av Julio César Vargas Calderón och E.Pérez, och fick sitt nu gällande namn av Alan W. Meerow. Hippeastrum condemaitae ingår i släktet amaryllisar, och familjen amaryllisväxter. Inga underarter finns listade i Catalogue of Life.